# América (Buenos Aires)
América è una città dell'Argentina situata nella provincia di Buenos Aires, nel partido di Rivadavia.